# 네무노키촌
네무노키촌(合歓木村)은 아이치현 헤키카이군에 설치되었던 촌이다. 현재의 오카자키시에 해당한다.